# Merikarvia
Merikarvia [ˈmɛrikɑrviɑ] (schwedisch: Sastmola ) ist eine finnische Gemeinde in der Landschaft Satakunta im Westen Finnlands. Merikarvia hat eine Fläche von 444,4 Quadratkilometern, von denen 4,12 Quadratkilometer Wasserfläche sind.
Die Kirchgemeinde Merikarvia wurde 1639 gegründet, nachdem sie sich von Pori und Ulvila getrennt hatte. Die Kirchspielregierung begann 1647 und die Gemeinderegierung 1865.
Ende 2023 betrug die Einwohnerzahl 2.966.

## Ortschaften
Zu der Gemeinde gehören die Orte Alakylä, Etelämaa, Filppula, Harvala, Honkajärvi, Kasala, Kangasniemi, Koittankoski, Kuvaskangas, Köörtilä, Lammela, Lankoski, Lauttijärvi, Peippu, Pooskeri, Pohjansaha, Riispyy, Timmerheidi, Trolssi, Tuorila und Ylikylä.

## Sehenswürdigkeiten
- Krookka Hafen
- Lankoski, Lankoski Brücke
- Merikarvia Kirche
- Merikarvia Leuchtturm
- Oura Archipel

## Partnerstädte
Merikarvia unterhält folgende Städtepartnerschaften:
- Söderhamn in Schweden, seit 1957
- Pühalepa in Estland, seit 1992

## Persönlichkeiten
- Eero Tommila (1900–1968), Chemiker und Hochschullehrer
- Arvo Salo (1932–2011), Journalist, Schriftsteller und Politiker